# Тилль, Аксель
А́ксель Тилль (нем. Axel Tyll; 23 июля 1953, Магдебург) — восточногерманский футболист, защитник.

## Карьера

### В клубе
Вся карьера Акселя прошла в «Магдебурге». В чемпионате ГДР он дебютировал в 1971 году. В сезоне 1971/72 сыграл 23 матча, забил 6 голов и стал чемпионом страны. Позже он становился победителем чемпионата ещё два раза и три раза выигрывал Кубок ГДР. В 1974 году стал обладателем Кубка кубков: в финале «Магдебург» одержал победу над «Миланом». Всего в Оберлиге Тилль сыграл 233 матча, забив 32 гола.

### В сборной
В национальной сборной ГДР Аксель Тилль дебютировал 21 ноября 1973 года в товарищеском матче против команды Венгрии.
В 1972 году он стал бронзовым призёром Олимпийских игр, не сыграв на турнире ни одного матча.

## Достижения
«Магдебург»
- Чемпион ГДР (3): 1971/72, 1973/74, 1974/75
- Обладатель Кубка ГДР (3): 1972/73, 1977/78, 1978/79
- Обладатель Кубка кубков: 1973/74